# S. Craig Zahler
Steven Craig Zahler (nascut el 23 de gener de 1973) és un guionista, director de cinema, novel·lista i compositor nord-americà. Després de començar la seva carrera treballant breument com a director de fotografia, Zahler es va centrar en l'escriptura de guions fins que va debutar com a director amb Bone Tomahawk (2015). Va seguir amb Brawl in Cell Block 99 (2017) i Dragged Across Concrete (2018), tots els quals va escriure i compondre la música. També és autor de diverses novel·les.

## Primers anys i educació
Zahler va néixer a Miami (Florida), en una família jueva. Zahler va estudiar cinema a la Universitat de Nova York.

## Carrera
La seva novel·la occidental negra debut, A Congregation of Jackals, va ser nominada per a The Spur Award pels Western Writers of America i The Peacemaker Award pels Western Fictioneers. Corpus Chrome, Inc., A Congregation of Jackals i Mean Business on North Ganson Street van rebre crítiques destacades per excel·lència a Booklist.
Com a bateria, lletrista i cantant, Zahler, sota el nom artístic de Czar, col·labora amb Jeff Herriott, com a JH Halberd, per escriure i interpretar cançons com la banda de heavy metal Realmbuilder, que té tres àlbums del segell suec I Hate Records. A això segueix la incursió de Zahler al black metal amb el projecte Charnel Valley, per al qual va tocar la bateria, va escriure lletres i va compartir tasques d'escriptura de cançons amb Worm. Els dos àlbums de Charnel Valley van ser publicats per Paragon Records.
Zahler també va escriure el guió d'una pel·lícula de terror del 2011 Asylum Blackout (també estrenada com a The Incident at Sans Asylum i The Incident), que va ser dirigit per Alexandre Courtès.
El 2015, Zahler va debutar com a director, escrivint i dirigint el western de terror Bone Tomahawk, protagonitzat per Kurt Russell, Patrick Wilson, Matthew Fox, Lili Simmons, David Arquette i Richard Jenkins. La pel·lícula es va estrenar el 23 d'octubre de 2015, als cinemes i en vídeo sota demanda .
Bone Tomahawk va tenir una acollida favorable i va guanyar alguns premis. A Rotten Tomatoes ha rebut crítiques positives del 90% dels crítics. El New York Times la va anomenar "[una] enginyosa fusió de western, terror i comèdia que galopa al seu propi ritme", mentre que LA Times deia "Hi ha un la intel·ligència de gènere taral·lejant funciona a l’ombrívol i enginyós western de terror Bone Tomahawk." The Hollywood Reporter el va anomenar "[un] bonic western amb matisos d'horror", i Variety la va descriure com "... una delícia més violenta", mentre que Leonard Maltin va dir "[A]questa pel·lícula modesta deixa The Hateful Eight en la pols. És provocativa, original, extremadament violenta i molt bona." Twitch Film va dir "[Bone Tomahawk] té èxit en demostrar la veu del seu creador de gran talent." Al XLVIII Festival Internacional de Cinema Fantàstic de Catalunya Bone Tomahawk va guanyar el Premi de la Crítica José Luis Guarner i Zahler el premi al millor diector. Els Premis Independent Spirit nominaren Richard Jenkins al "Millor actor secundari" i S. Craig Zahler al "Millor guió". Kurt Russell va guanyar el premi al "Millor actor" als Fangoria Chainsaw Awards.
El segon llargmetratge de Zahler com a escriptor, director i co-compositor va ser Brawl in Cell Block 99, protagonitzat per Vince Vaughn, Jennifer Carpenter, Udo Kier , i Don Johnson. Aquesta pel·lícula es va estrenar mundialment al 74a Mostra Internacional de Cinema de Venècia el 2017. Els actors Fred Melamed i Geno Segers van tornar tots dos del seu debut, i s'hi van unir Marc Blucas, Mustafa Shakir, Thomas Guiry, Willie C. Carpenter i altres. El lloc web d'agregació de ressenyes Rotten Tomatoes, la pel·lícula té un índex d'aprovació del 92% basat en 75 comentaris, amb una valoració mitjana de 7,3/10. El consens crític del lloc diu: "Brawl in Cell Block 99 munta una actuació compromesa de Vince Vaughn a les profunditats brutalment violentes, i innegablement entretingudes, del gènere grindhouse ambientat a la presó."
La pel·lícula va ser la millor de les llistes de final d'any per a Newsweek, (Justin Chang) L.A. Times, Collider, JoBlo.com, (Mike D'Angelo) The A.V. Club, i altres. La pel·lícula era una selecció dels crítics del New York Times i fou projectada al Museum of Modern Art, on es va afegir a la col·lecció permanent.
El tercer llargmetratge de Zahler com a escriptor, director i co-compositor va ser Dragged Across Concrete, protagonitzat per Mel Gibson, Vince Vaughn, Tory Kittles, Michael Jai White, Jennifer Carpenter, Thomas Kretschmann, Laurie Holden, Fred Melamed, Udo Kier i Don Johnson. Aquesta pel·lícula es va estrenar mundialment al 75a Mostra Internacional de Cinema de Venècia el 2018.
El 2018, es va anunciar que Zahler s'uniria al personal de redacció de la ressuscitada revista Fangoria. A partir del 2019, escriu una columna anomenada "Creixements malignes" sobre pel·lícules de terror micromecenatge.

### Projectes cinematogràfics
Zahler va dir a Variety que el 22 de juny de 2006, va començar la seva carrera a la NYU Film School com a director de fotografia. El 2004, va escriure sis guions, inclòs un western que encapçalava la Llista Negra titulat, The Brigands of Rattleborge, que havia de dirigir Park Chan-wook.
El 7 de setembre de 2007, The Hollywood Reporter va informar que Warner Bros. havia adquirit els drets cinematogràfics de l'anime Robotech amb Tobey Maguire s'adjunta per protagonitzar i produir la pel·lícula, mentre que Zahler estava preparat per escriure el guió.
El 25 de març de 2011, Columbia Pictures de Sony va recollir el guió de la pel·lícula The Big Stone Grid, escrita per Zahler i produïda per Michael De Luca. Es va informar que Michael Mann dirigiria el febrer de 2012. El juliol de 2016, es va anunciar que Pierre Morel seria substituint Mann com a director.
El 5 de setembre de 2012, es va anunciar que FX estava desenvolupant un drama d'arts marcials, Downtown Dragons, amb Zahler a punt d'escriure i de productor executiu.
El 30 d'octubre de 2012, Zahler havia de debutar com a director amb una pel·lícula de terror de l'oest Bone Tomahawk del seu propi guió. Dos anys més tard, la pel·lícula va entrar en producció a Califòrnia. La pel·lícula és protagonitzada per Kurt Russell i Richard Jenkins.
El 27 de juny de 2013, Warner Bros. va adquirir els drets cinematogràfics de la seva novel·la policial Mean Business on North Ganson Street. Escriurà el guió de la pel·lícula protagonitzada per Leonardo DiCaprio i Jamie Foxx.
El 2015, Zahler va dir a Creative Screenwriting, "Potser he tingut un mínim de 21 guions diferents opcionals o venuts, i cap d'ells es va fer a Hollywood. Vaig tenir un [L'incident] fet per una empresa francesa a Bèlgica, però els altres 20 o més, i alguns d'ells s'han optat moltes vegades, vaig tenir una sèrie de televisió que estava a FX que va anar a Starz que va anar a AMC; cap d'elles s'ha fet."
El 10 de maig de 2016, 20th Century Fox va adquirir els drets cinematogràfics de la novel·la western de Zahler Wraiths of the Broken Land. El guió havia de ser escrit per Drew Goddard i la pel·lícula dirigida per Ridley Scott.
L'1 de febrer de 2017, Variety va confirmar que Zahler dirigiria Dragged Across Concrete, una pel·lícula sobre la brutalitat policial. La pel·lícula és protagonitzada per Mel Gibson i Vince Vaughn, que anteriorment van treballar junts a la pel·lícula del 2016 Hacksaw Ridge. La pel·lícula es va estrenar a la 75a Mostra Internacional de Cinema de Venècia el 3 de setembre de 2018, abans de rebre un llançament als Estats Units el 22 de març de 2019.
El maig de 2024, Variety va confirmar que Zahler escriuria i dirigiria The Bookie & the Bruiser, amb Vince Vaughn i Adrien Brody com a protagonistes.

## Vida personal
Tot i que va ser criat com a jueu, Zahler és un ateu. Zahler ha afirmat que "no té cap mena política; no estic gaire interessat políticament", creient en la filosofia de "l'art per sobre de la política".
Zahler no està casat, i afirma que no té cap interès a casar-se mai.

## Filmografia
| Any  | Títol                             | Director | Guionista | Compositorr | Notes | Rotten Tomatoes     |
| ---- | --------------------------------- | -------- | --------- | ----------- | --- | ------------------- |
| 2011 | Asylum Blackout                   |          | Sí        |             | També conmeguda com The Incident | n/a                 |
| 2015 | Bone Tomahawk                     | Sí       | Sí        | Sí          | Guanyador de "Millor Director" i "Premi de la Crítica" al Festival de Cinema de Sitges, i de "Millor llargmetratge (avantguarda i gènere)" al BAFICI | 91% (95 ressenyes)  |
| 2017 | Brawl in Cell Block 99            | Sí       | Sí        | Sí          | | 90% (93 ressenyes)  |
| 2018 | Puppet Master: The Littlest Reich |          | Sí        |             | | 70% (46 ressenyes)  |
| 2018 | Dragged Across Concrete           | Sí       | Sí        | Sí          | | 76% (145 ressenyes) |

Curtmetratges – Fotografia de S. Craig Zahler
- August Roads (1995)
- Warsaw Story (1996)
- Lucia's Dream (1997)
- Rooster (2003)

## Àlbums
Com a músic de metall, Zahler és més conegut pel seu nom artístic Czar. Com a compositor de bandes sonores i com a meitat del duo de sintetitzadors Binary Reptile, utilitza el seu nom real.
Charnel Valley (Czar i Worm)
- The Dark Archives (2005, Paragon Records)[47]
- The Igneous Race (2007, Paragon Records)[48]

Realmbuilder (Czar i JH Halberd)
- Summon the Stone Throwers (2009, I Hate Records)[49]
- Fortifications of the Pale Architect (2011, I Hate Records)[50]
- Blue Flame Cavalry (2013, I Hate Records)[51]

Jeff Herriott & S. Craig Zahler / Binary Reptile
- Bone Tomahawk (Original Motion Picture Soundtrack)  (2015, Lakeshore Records)
- Crawl into the Narrow Caves (2017, Lakeshore Records) (as Binary Reptile)
- Brawl in Cell Block 99 (Original Motion Picture Soundtrack)  (2017, Lakeshore Records)
- Dragged Across Concrete (Original Motion Picture Soundtrack)  (2019, Lakeshore Records)

## Premis i nominacions
| Any  | Premi                                 | Categoria                     | Pel·lícula              | Resultat  |
| ---- | ------------------------------------- | ----------------------------- | ----------------------- | --------- |
| 2016 | BAFICI                                | Millor del Gènere Avant-Garde | Bone Tomahawk           | Guanyador |
| 2016 | Cercle de Crítics de Cinema de Dublín | Millor guió                   | Bone Tomahawk           | 5è lloc   |
| 2019 | 45ns Premis Saturn                    | Millor guió                   | Dragged Across Concrete | Nominat   |